# Liste du patrimoine culturel immatériel de l'humanité au Chili
Cet article recense les pratiques inscrites au patrimoine culturel immatériel au Chili.

## Statistiques
Le Chili ratifie la convention pour la sauvegarde du patrimoine culturel immatériel le 10 décembre 2008. La première pratique protégée est inscrite en 2009.
En 2022, le Chili compte 3 éléments inscrits au patrimoine culturel immatériel, un sur la liste représentative, un sur sur la nécessitant une sauvegarde urgente et un sur le registre des meilleures pratiques de sauvegarde.

## Listes

### Liste représentative
Les éléments suivants sont inscrits sur la liste représentative du patrimoine culturel immatériel de l'humanité.
| Élément             | Type                                              | Subdivision | Année | Lien  | Notes | Illus. |
| ------------------- | ------------------------------------------------- | ----------- | ----- | ----- | ----- | ------ |
| Le baile chino (es) | pratiques sociales, rituels et événements festifs |             | 2014  | 00988 |       |        |

### Patrimoine immatériel nécessitant une sauvegarde urgente
Le Chili compte un élément listé sur la liste du patrimoine immatériel nécessitant une sauvegarde urgente :
| Élément                                                        | Type                                         | Subdivision | Année | Lien  | Notes | Illus. |
| -------------------------------------------------------------- | -------------------------------------------- | ----------- | ----- | ----- | ----- | ------ |
| La poterie (es) de Quinchamalí (es) et Santa Cruz de Cuca (es) | savoir-faire liés à l'artisanat traditionnel | Ñuble       | 2022  | 01847 |       |        |

### Registre des meilleures pratiques de sauvegarde
Le Chili compte une pratique listée au registre des meilleures pratiques de sauvegarde :
| Élément | Type | Subdivision | Année | Lien  | Notes                               | Illus. |
| --- | ---- | ----------- | ----- | ----- | ----------------------------------- | ------ |
| La sauvegarde du patrimoine culturel immatériel des communautés Aymara de la Bolivie, du Chili et du Pérou |      |             | 2009  | 00299 | Partagé avec la Bolivie et le Pérou |        |